# Ангасяк
Ангасяк (баш. Әңгәсәк) — село в Дюртюлинском районе Республики Башкортостан Российской Федерации. Административный центр Ангасяковского сельсовета. Согласно переписи 2020 года население составляло 1678 человек.
Расположено на берегу реки Белой.

## География
Находится в пределах Прибельской увалисто-волнистой равнины, в зоне южной лесостепи, при  реке Ангасяк при её впадении в реку Белая.
В 100 метрах от села обнаружено месторождение силикатного места Русский Ангасяк.

### Географическое положение
Расстояние до:
- районного центра (Дюртюли): 18 км,
- ближайшей ж/д станции (Янаул): 67 км.

## История
Образовано слиянием двух этнически и религиозно различающихся селений
Русский Ангасяк и Черемисский Ангасяк возле барской усадьбы Анастасьево, центра Анастасьевской волости в Бирском уезде Уфимской губернии. Позднее, в 1960-х годах, в черту Анагасяка и вошло село Анастасьево.
На фронты Великой Отечественной войны отправились 498 ангасякцев, из них погибли 272 человека.

## Население
| 2002 | 2009  | 2010  |
| ---- | ----- | ----- |
| 1904 | ↗1934 | ↘1850 |

Национальный состав
Согласно переписи 2002 года, преобладающие национальности — русские (39 %) и башкиры (37 %)
На 1 января 1969 года, на 1 июля 1972 года проживали преимущественно русские и марийцы .

## Религия
В селе есть православная церковь Успения Пресвятой Богородицы и мечеть Ихлас.